# القوارشة (رأس العين الشاوية)
القوارشة هي إحدى مشيخات المملكة المغربية، تتبع جغرافيا لإقليم سطات وإداريًا لرأس العين الشاوية. يقدر عدد سكانها بـ 2127 نسمة حسب الإحصاء الرسمي للسكان والسكنى لسنة 2004.